# Carlos Villagrán
Carlos Villagrán Eslava (Cidade do México, 12 de janeiro de 1944) é um ator e humorista mexicano, mundialmente conhecido por interpretar o garoto Quico/Kiko no seriado Chaves. Em 1979, ele deixou o seriado e seguiu carreira solo. Após alguns insucessos na televisão, passou a fazer shows com o personagem e assim permaneceu por praticamente toda a sua carreira.
Em 2009, Villagrán anunciou pela primeira vez que pararia definitivamente  de interpretar o personagem Quico para trabalhar em outros projetos. Apesar disso, ele segue interpretando o Quico em shows até hoje.

## Biografia e vida profissional

### Primeiros anos
Nascido em 12 de janeiro de 1944, Carlos Villagrán foi o segundo de quatro filhos. Sua família tinha poucos recursos, mas mesmo assim conseguiu se manter. Como a família era bastante pobre, desde pequeno Villagrán tentava ajudar seu pai, um fotógrafo de jornal, no trabalho – e conciliando isso com os estudos na escola. O sonho de Carlos era ser comediante ou jogador de futebol. Começou sua carreira aos 23 anos, trabalhando como fotógrafo de um jornal mexicano chamado Heraldo. No jornal, Villagrán se dedicava principalmente aos esportes. Em 1968, cobriu os Jogos Olímpicos, realizados na Cidade do México. Dois anos depois, também cobriu a Copa do Mundo de 1970, sediada no México. Pouco depois de ter iniciado a carreira de fotógrafo, Carlos também começou a fazer teatro. Atuou como um menino de bochechas grandes em uma peça chamada Loquibambia, que foi assistida por Roberto Gómez Bolaños. No início, Carlos conciliava a profissão de ator com a de fotógrafo. Graças ao seu trabalho como fotógrafo do jornal, foi fazendo contatos com o mundo da televisão. Ele mesmo pedia trabalho aos produtores cômicos da época, como Capulina; e eles deram-lhe trabalho como figurante em seus programas, sempre atuando, mas nunca falando.
Em 1968, muitos atores do México migraram para a TV TIM (Canal 8) e Carlos estava naquele grupo. Nesse mesmo ano, ele conseguiu entrar no programa El Club de los Millonarios, onde interpretou um boneco de ventríloquo chamado Pirolo. Villagrán fez muito sucesso como o boneco Pirolo na época. Por causa desse personagem, Carlos também ficou conhecido no México pelo nome Pirolo, que foi seu primeiro personagem de destaque. Pouco depois, também esteve no programa El club del Chori, em que interpretava uma velhinha chamada Lola Mento, que tinha características parecidas com as do Quico - como o choro e as bochechas grandes. Nesses programas, também trabalhou o ator Rubén Aguirre (Professor Girafales) e assim ele e Carlos se conheceram. Rubén ficou encantado com o talento de Carlos. Algum tempo depois, no início dos anos 70, Rubén realizou uma festa em sua casa. Carlos Villagrán e Roberto Gómez Bolaños foram a essa festa como convidados. Durante a festa, Aguirre e Villagrán tiveram uma ideia para entreter os presentes: Rubén colocou Carlos no colo e os dois encenaram uma cena de um boneco de ventríloquo; e isso deixou Bolaños impressionado. Roberto já tinha assistido Carlos no teatro e, após tê-lo visto nessa cena e o conhecido com a ajuda de Rubén, decidiu convidá-lo para entrar em seus programas. Assim, Carlos Villagrán deixou a fotografia e entrou para o elenco dos programas de Bolaños.
Já nessa época, Villagrán também se destacou por sua técnica de inflar as bochechas. Ele começou a fazer essa técnica ainda pequeno, quando imitava seu tio Chapera. Carlos usou essa técnica para fazer vários de seus personagens, como o menino na peça Loquibambia , o Pirolo em El Club de los Millonarios, a Lola Mento em El club del Chori, o Monsieur Cachetón em El Circo de Monsieur Cachetón e o Quico em El Chavo del Ocho.

### Seu personagem mais famoso
Em 1972, começou a viver o personagem que marcaria sua carreira: o Quico no seriado El Chavo del Ocho. Também atuou em El Chapulin Colorado, onde interpretou vários personagens, como o bandido Quase Nada. Aos poucos, Carlos foi se destacando cada vez mais com o personagem Quico e ganhou um grande número de fãs. Ele logo também passou a fazer comerciais e a gravar discos com o personagem. O Quico, graças a atuação de Villagrán, tornou-se um dos personagens favoritos dos fãs da série, geralmente só perdendo para o Seu Madruga, vivido por Ramón Valdés. Com o elenco de Bolaños, Carlos também participou do filme El Chanfle, onde interpretou Valentino Milton, um jogador de futebol. No entanto, também houve alguns problemas nos bastidores. Em 1976, Carlos assinou um contrato de exclusividade com uma gravadora para fazer discos solos do Quico. Isso não agradou Bolaños porque Carlos assinou o contrato sem avisá-lo antes e isso impossibilitou que o Quico estivesse no disco da turma do Chaves que o elenco lançou na época.

### Relação com Florinda Meza e conflitos nos bastidores
Durante os primeiros anos das gravações de El Chavo del Ocho, Carlos Villagrán teve um breve relacionamento com a atriz Florinda Meza, segundo ele próprio revelou em entrevistas. Florinda, por sua vez, nega que o relacionamento tenha ocorrido. Anos depois, Meza iniciou um relacionamento com Roberto Gómez Bolaños, criador e protagonista da série.
Com o tempo, surgiram tensões nos bastidores, especialmente após Meza assumir um papel mais ativo na produção. De acordo com Villagrán e outros membros do elenco, o clima entre os atores deteriorou-se, resultando em desentendimentos frequentes. Essas divergências teriam contribuído para a saída de Villagrán do elenco em meados da década de 1970. 

### A partida polêmica de Quico
No início do ano de 1979, Carlos Villagrán deixou o elenco dos seriados. Foram dadas versões diferentes para a saída dele - com isso, muitos fãs ainda tem dúvidas sobre qual teria sido o motivo da saída. Na época, Carlos disse que saiu porque queria tentar carreira solo, mas anos depois ele mudou essa versão. Segundo o próprio Carlos, o sucesso que ele estava obtendo com o Quico teria despertado inveja nos outros atores, que então teriam tentado diminuir o personagem e depois o tiraram do programa. Ou seja, Carlos disse ter sido tirado do elenco por inveja de Bolaños e dos demais. Já o criador da série, Roberto Gómez Bolaños, disse que Carlos saiu por vontade própria, porque queria seguir carreira solo com o Quico. Alguns outros atores das séries também relataram que, antes de sair, Carlos teria se deixado levar pela popularidade do Quico e passado a agir com indisciplina nas gravações, o que teria causado muito incômodo ao elenco e feito com que quase todos ficassem brigados com ele. Logo depois de sua saída, Carlos pretendia fazer um programa solo na Televisa onde faria o Quico novamente, mas não aceitou incluir o nome de Roberto Bolaños como criador do personagem nos créditos. Carlos alegou para isso que ele seria o criador do Quico e não Bolaños. Devido a isso, Roberto Bolaños não autorizou Villagrán a fazer o programa. Logo depois, segundo Bolaños, Villagrán o processou pelos direitos autorais do Quico. Porém, Roberto possuía um documento assinado pelo próprio Carlos em que este reconhecia que Bolaños era o criador do Quico, com isso Villagrán perdeu rapidamente a disputa na Justiça. O Presidente da Televisa, Emilio Azcárraga Milmo, estava acompanhando tudo e decidiu intervir. Azcárraga chamou Carlos em seu escritório e lhe fez uma proposta: ele poderia fazer um programa solo na Televisa, mas o projeto teria que ter a supervisão de Bolaños. Villagrán não aceitou. Emilio Azcárraga Milmo ordenou então um veto à Villagrán, proibindo várias emissoras de televisão de contratá-lo, já que ele dizia ser o criador do Quico. Vetado pela Televisa e sem autorização para usar o Quico, Carlos ficou proibido de continuar fazendo o personagem no México e em alguns outros países. No segundo semestre de 1979, ele chegou a tentar realizar shows como Quico na Argentina, mas assim que desembarcou no país, os organizadores receberam um telegrama do México proibindo os shows. Revoltado com isso, Villagrán chegou a declarar na época que gostaria de colocar uma recompensa pela cabeça de Roberto Bolaños. Carlos ficou sem poder se apresentar como Quico por um tempo, até que, em 1980, ele recebeu o convite de uma emissora venezuelana, a Rádio Caracas Televisión (também conhecida como RCTV), para realizar seu próprio programa - esta emissora era independente da Televisa e não foi vetada de contratar o ator.

### Permanência na Venezuela (1981–1986)
Villagrán então fechou contrato com a emissora RCTV e partiu para a Venezuela. Além disso, para poder continuar se apresentando como Quico, Carlos registrou o personagem em seu nome com outra grafia, "Kiko", como se fosse outro personagem – já que os direitos autorais do Quico pertencem a Roberto Gómez Bolaños. Até hoje, Carlos contesta o direito autoral de Bolaños, afirmando ser o criador do personagem por tê-lo interpretado e lhe dado algumas características, como os bordões, as bochechas grandes e o traje de marinheiro. Na Venezuela, Villagrán fez vários programas, como Kiko Botones e Federrico – em todos eles, continuava fazendo o Quico. Em 1985, Carlos ainda protagonizou um programa no Chile chamado El Circo de Monsieur Cachetón, em que interpretava Monsieur Cachetón, o dono de um circo. Os programas solos de Villagrán foram exportados e exibidos em vários países, mas nenhum deles fez muito sucesso.
Enquanto Villagrán esteve na Venezuela, o seu programa solo de maior destaque foi Federrico. Na série, o Quico vivia numa vila, num formato similar ao de El Chavo del Ocho. Isso gerou algumas críticas e suspeitas de plágio porque os dois programas eram muito semelhantes. A série Federrico não fez o sucesso esperado e logo foi cancelada.
No Brasil, as séries solo de Carlos Villagrán foram exibidas pela TV Bandeirantes em 1991, sem sucesso.

### Retorno ao México em 1987
Com a audiência em baixa, Carlos decidiu retornar ao México em 1987. Pouco depois que voltou, fez o programa ¡Ah que Kiko! na emissora Telerey; mas o seriado também não fez sucesso.
Por algum tempo, Carlos trabalhou com Ramón Valdés depois que este também saiu do elenco dos programas de Bolaños. Os dois estiveram juntos em Federrico e ¡Ah que Kiko!. Pouco antes de Ramón falecer, em 1988, Carlos o visitou no hospital e Ramón brincou, dizendo que iria esperá-lo no inferno.
No final dos anos 80, após o fracasso de ¡Ah que Kiko!, decidiu parar de fazer televisão. Passou então a fazer shows como Quico em circos e teatros e assim permaneceu por praticamente todo o restante de sua carreira.
Nos anos 90, se dedicou a viajar pela América Latina com um circo, fazendo apresentações em diversos países da América do Sul e América Central. No Brasil, o ator fez shows entre 1995 e 1997 em diversas cidades do Rio Grande do Sul, Santa Catarina, Paraná e São Paulo. Essa foi a primeira vez em que Carlos esteve no país e, além dos shows, ele também concedeu entrevistas no Programa Livre e no Jô Soares Onze e Meia. Na entrevista ao Jô Soares, o ator se encontrou pela primeira vez com o seu dublador brasileiro, Nelson Machado. Nessa época, Carlos também se mudou para a Argentina, onde morou até 2008.

### O reencontro
Em 2000, participou de uma homenagem da Televisa a Roberto Gómez Bolaños, tendo se reencontrado com ele durante o evento. Por causa de todos os desentendimentos que tiveram, os dois não se falavam desde a saída de Carlos do seriado, no início de 1979. Muitos achavam que, após esse reencontro, os dois iriam se reconciliar. Mas dias depois do reencontro, Carlos falou mal de Bolaños em uma entrevista na Argentina. Magoado com isso, Bolaños nunca mais falou com Villagrán e os dois nunca mais voltaram a se encontrar. Em 2008, Villagrán declarou que Bolaños, Rubén Aguirre e María Antonieta de las Nieves teriam estado envolvidos com narcotraficantes, o que causou polêmica e foi negado pelo próprio Roberto. Em 2012, Villagrán não foi convidado para o América Celebra a Chespirito, homenagem da Televisa a Roberto Gómez Bolaños, devido à sua briga com ele. Carlos criticou a homenagem, dizendo que ela não deveria ser só para Roberto, mas sim para todos que participaram do programa. Pouco depois, Bolaños passou por vários problemas de saúde. Carlos chamou Bolaños de egoísta e disse que Deus o estava castigando por isso. Quando Bolaños morreu em 2014, Villagrán lamentou não ter feito as pazes com ele. Posteriormente, ele voltou a criticar Roberto. Ao longo da carreira, Carlos fez várias declarações criticando Bolaños para a imprensa.
Nos anos 2000, Carlos Villagrán chegou a tentar criar uma rede de restaurantes chamada Kiko Gourmet, mas esse projeto nunca se realizou. Fora isso, continuou fazendo shows como Quico pela América Latina.

### Vida pessoal, Brasil e assuntos atuais
Carlos Villagrán viveu de forma itinerante em várias cidades do continente (incluindo Cidade do México, Caracas, Buenos Aires, Santiago, Califórnia e Miami), motivado por seu trabalho humorístico. Quando morava na Argentina, ele tinha uma residência no bairro de Palermo Soho, na cidade de Buenos Aires, onde o Quico é popular. Por várias décadas (especialmente entre os anos 80 e 90) ele viajou pela América Latina com um circo chamado El circo de Kiko. Em uma entrevista para o Ratinho, ele explicou que nunca foi dono de um circo, mas quando participava de um, deixava que o circo usasse esse nome para divulgação.
Certa vez, durante uma apresentação em um circo no Peru, Carlos passou por uma experiência que ele mesmo disse que foi uma das mais assustadoras de sua vida: uma menina invadiu o palco para tentar falar com ele e foi atacada por um dos tigres do circo. Rapidamente, os domadores do circo conseguiram conter o tigre e a criança, mesmo ferida, abraçou Carlos vestido de Quico.
Em 2003, ele esteve rapidamente em Foz do Iguaçu enquanto ia ao Paraguai para uma turnê.
Em 2008, a equipe do Pânico na TV foi até o México e gravou uma entrevista com Villagrán, durante uma turnê dele na Cidade do México. Na ocasião, a equipe presenteou o ator com uma bola quadrada.
Anunciou que iria se aposentar após uma série de apresentações em 2009, mas desistiu da ideia. No ano seguinte, ele anunciou de novo que iria se aposentar após uma turnê, mas acabou desistindo. Antes disso, desde o ano 2000, Villagrán já havia declarado algumas vezes que pensava em se aposentar.
Em 2009, durante uma turnê na Colômbia, ele recebeu uma homenagem da emissora RCN. No mesmo ano, Villagrán voltou a criticar Roberto Bolaños por causa da disputa pelo personagem Quico. "Vamos supor que o personagem é dele. Então por que ele copiou a minha cara? Quero que Roberto Gómez Bolaños me processe, ele tem medo de mim porque sabe que se pergunto a um juiz 'de quem é esse personagem?' e o juiz me diz 'é seu', já era para ele", disse Villagrán.
Em 2010, Carlos esteve no Brasil novamente para participar da 2ª edição do Festival da Boa Vizinhança, evento organizado pelo Fã-Clube Chespirito Brasil e que reúne fãs do seriado El Chavo del Ocho, em São Paulo. O evento aconteceu no dia 24 de abril de 2010. Durante sua passagem pelo país, Villagrán se reencontrou com Edgar Vivar, o Senhor Barriga, que também participou do Festival. Carlos também deu entrevistas para o Programa do Ratinho, Domingo Legal e Eliana e se encontrou novamente com seu dublador Nelson Machado. Além disso, foi ao Estádio do Morumbi assistir a partida entre São Paulo e Once Caldas, pela Copa Libertadores da América.
Nos dias 3 de junho de 2011 e 5 de junho de 2011, apresentou shows em Fortaleza, ao lado do ator Joãozinho Pé-de-Feijão. Foi a primeira visita de um ator do seriado El Chavo del Ocho ao Nordeste do Brasil.
No dia 29 de junho de 2011, se encontrou no México com as jogadoras da Seleção Brasileira de Voleibol Feminino, que tinham ido ao país disputar a Copa Pan-Americana.
No dia 20 de setembro de 2011, ganhou o prêmio Máximo Orgulho Hispânico, nos Estados Unidos, em reconhecimento à sua carreira artística.
Durante o ano de 2011, Carlos escreveu uma coluna esportiva no jornal Plaza de Armas, de Querétaro. O nome da coluna era "El Comentario Cuadrado de Kiko".
Em 2012, Villagrán participou do reality-show Mi Sueño es Bailar, nos Estados Unidos.
Em 23 de janeiro de 2013, reencontrou María Antonieta de las Nieves, a Chiquinha, em uma matéria para a Estrella TV, canal hispânico dos Estados Unidos. Nesse reencontro, os dois se reconciliaram e, a partir daí, passaram a ser grandes amigos. No mesmo ano, eles ainda apareceram juntos na televisão mais duas vezes. A primeira foi no dia 12 de março de 2013, em outra matéria da Estrella TV; dessa vez os dois apareceram vestidos como Quico e Chiquinha. E no dia 5 de junho de 2013, aparecem juntos no programa Um Nuevo Dia, do canal Telemundo.
Em 2013, em uma turnê pelo Brasil anunciou sua aposentadoria, aos 69 anos. Seu último show no Brasil foi no dia 11 de Maio, em um circo no Rio de Janeiro. Sua turnê de despedida no Brasil passou por Porto Alegre, Belo Horizonte, São Paulo, Recife,  Campos dos Goytacazes e Rio de Janeiro. Durante a turnê, em homenagem à sua paixão pelo futebol brasileiro, foi nomeado embaixador da Copa do Mundo do Brasil, na cidade de Porto Alegre. O ator recebeu o título das mãos do prefeito José Fortunati. No mesmo ano, visitou as sedes do Botafogo e do Santos, onde conheceu Neymar e ganhou camisas de diversos times. Também esteve novamente em Fortaleza, onde participou de uma promoção do Beach Park. Em abril, esteve no Domingo Legal, que realizou um programa especial para marcar a despedida do ator, e concedeu uma entrevista ao lado do dublador Nelson Machado no Agora é Tarde, da Rede Bandeirantes. Nessa entrevista, Carlos declarou seu amor pelo Brasil e disse que, quando morrer, gostaria de ter suas cinzas enterradas no país.
Ainda em 2013, recebeu, juntamente com María Antonieta de las Nieves, um reconhecimento por sua trajetória artística da Sociedade de Artistas e Intérpretes do Peru. Carlos também realizou uma turnê de despedida no Peru e esteve em programas do canal Mega, do Chile, se despedindo do personagem Quico.
Carlos Villagrán morou na Argentina entre 1997 e 2008. Atualmente, mora no México e nos Estados Unidos. Ele tem uma casa em Guadalajara, outra em Querétaro e outra em Houston. Villagrán mora em Querétaro, no México, na maior parte do tempo. Carlos mora com sua atual esposa, Rebeca Palacios. Antes dela, ele foi casado com outras duas mulheres. Sua primeira esposa foi Sylvia Salinas, com quem teve quatro filhos: Sylvia, Samantha, Edson e Paulo. Depois, foi casado com Graciela Rivera, com quem teve mais dois filhos: Gustavo e Vanesa. Com Rebeca, ele não tem filhos. Ao todo, Carlos tem seis filhos. Dois deles, Edson e Paulo, receberam esses nomes em homenagem a Pelé e Paulo César Caju, que Carlos viu jogar na Copa do Mundo de 1970, no México.
O ator é portador de um gene que provoca uma anomalia na coluna vertebral, o que fez com que duas de suas netas desenvolvessem mielomeningocele. Uma das netas de Carlos Villagrán morreu devido à doença.
Amante de futebol, Carlos Villagrán é torcedor do Chivas Guadalajara. No Brasil, Carlos era torcedor do São Paulo, mas depois ele mudou e passou a torcer pelo Grêmio.
Em 2014, Villagrán abandonou a aposentadoria e anunciou que iria fazer uma turnê pelo Brasil no mês de outubro. Os shows aconteceram em São Paulo, Londrina, Porto Alegre e Novo Hamburgo, e contaram com a participação do dublador Carlos Seidl, que interpretou o Seu Madruga. O ator também deu uma entrevista no The Noite com Danilo Gentili onde falou mais uma vez de sua relação com o Brasil e o futebol. Nessa entrevista, ele reafirmou que, quando morrer, gostaria de ser enterrado no Brasil.
Durante a Copa do Mundo de 2014, realizada no Brasil, Carlos disse que estava chateado porque, mesmo tendo sido nomeado embaixador da Copa em Porto Alegre, ele não recebeu nenhum convite ou passagens para assistir aos jogos na cidade. O titular da Secretaria Municipal Extraordinária da Copa (Secopa), João Bosco Vaz, explicou que o título de embaixador da Copa não dá direito a nada, pois ele é apenas simbólico.
Em agosto de 2014, recebeu uma homenagem da prefeitura de Tacna, no Peru.
Em novembro de 2014, quando Roberto Bolaños faleceu, Carlos Villagrán foi ao velório e reencontrou Florinda Meza. Depois que saiu dos seriados em 1979, Carlos acusou Florinda de ter influenciado Bolaños para que ele reduzisse o espaço do Quico na série. Carlos e Florinda ficaram mais de 30 anos sem se ver. Nesse reencontro, Carlos abraçou Florinda para consolá-la pela morte de Bolaños.
Em janeiro de 2015, o Partido Encuentro Social (PES) manifestou interesse em ter Villagrán no partido e lançá-lo como candidato a um cargo eletivo no México, nas eleições de 2015, mas o próprio Carlos descartou qualquer possibilidade de entrar para a política e disse que sua profissão é de fazer as pessoas rirem. Na mesma época, Carlos denunciou um ator que estava se fazendo passar por ele no Peru.
Em setembro de 2015, passou uma semana de férias em São Paulo e visitou o mural em homenagem aos personagens de Chaves na Avenida Guarapiranga.
Ainda em 2015, Carlos voltou a falar que os atores de Chaves se envolveram com narcotraficantes e disse que Roberto Bolaños teria ido a festas de Pablo Escobar. Ele também negou que brigou com Bolaños por causa de Florinda Meza, como muitos fãs acreditam. Sobre o namoro que teve com a atriz, Villagrán disse que chegou a pedir ajuda de Bolaños para "dar um fora" em Florinda.
Nos dias 30 e 31 de janeiro de 2016, participou do Expo Geek, no Rio de Janeiro.
Em fevereiro de 2016, Carlos Villagrán assinou o contrato para o filme Como se Tornar o Pior Aluno da Escola; ele iria fazer o antagonista principal e diretor da escola na qual iria se passar a trama. Danilo Gentili colaborou com o roteiro e também iria atuar. As filmagens foram iniciadas no segundo semestre de 2016 com a previsão de chegar aos cinemas em 2017. Foi feita uma live ao vivo pelo Danilo Gentili, onde mostra Villagrán assinando o contrato.
Em dezembro de 2016, visitou o Brasil mais uma vez e participou da Comic Con Experience, em São Paulo. Por ocasião desta visita, ele deu uma entrevista para Fábio Porchat no Programa do Porchat, na Record. Nessa entrevista, mais uma vez, Carlos criticou Roberto Bolaños. Villagrán quase desistiu de ir ao programa. O apresentador Fábio Porchat contou que Carlos Villagrán ficou muito incomodado por não ter sido recebido com "fogos de artifício" na Record, ou seja, ele esperava que iria ser recebido com festa, gritos ou que teria uma grande recepção na emissora, o que não houve; e também que Villagrán não gostou de uma esquete proposta pelo apresentador, em que Porchat iria interpretar a Dona Florinda e o Carlos iria interpretar o Quico - essa esquete acabou sendo abortada. Villagrán ficou muito incomodado por não ter sido recebido com festa, desistiu de dar a entrevista e chegou a ir embora da Record, mas a equipe do programa conseguiu fazer com que ele fosse almoçar numa churrascaria próxima. O Fábio Porchat foi até a churrascaria, conversou com o Villagrán e conseguiu convencê-lo a voltar ao programa.
Em janeiro de 2017, negou boatos de que iria se aposentar. Meses depois, em abril, veio novamente ao Brasil, desta vez para participar da CCXP Tour Nordeste, em Recife.
Em outubro de 2017, esteve em São Paulo para acompanhar a pré-estreia do filme Como se Tornar o Pior Aluno da Escola e deu mais uma entrevista no The Noite com Danilo Gentili onde falou sobre o longa-metragem. O ator também concedeu várias entrevistas sobre o filme para a imprensa. No filme, Carlos interpreta o diretor da escola, chamado Ademar F. Melquior. O ator admitiu que teve dificuldade com o português, mas também fez aulas para falar o idioma no filme e se esforçou o melhor possível. Falou que ficou impressionado com o filme, principalmente com a edição; e que foi uma emoção fazer um personagem tão diferente do Quico. O filme marcou o retorno de Carlos Villagrán ao cinema depois de quase 40 anos, já que seu último filme tinha sido El Chanfle em 1979. O filme não fez muito sucesso e recebeu críticas negativas, além de ter tido algumas controvérsias, mas a atuação de Carlos Villagrán foi elogiada pela crítica. Em entrevista para o UOL por ocasião do lançamento do filme, Carlos também disse que pretende em breve se aposentar do personagem Quico e que sonha em criar um talk show onde entrevistará jogadores de futebol.
Em 2018, anunciou mais uma vez a sua turnê de despedida do personagem Quico. Villagrán começou sua turnê de despedida no Panamá, onde apresentou shows de circo entre o final de março e início de maio. Em junho, sites de notícias divulgaram que Carlos pretendia deixar de interpretar o Quico ainda em 2018. Entre julho e agosto, continuando com a turnê, Carlos apresentou seu show de despedida no Peru. Durante sua passagem pelo país, ele anunciou que, depois de se aposentar, vai abrir um restaurante do Quico. Em setembro, o ator veio ao Brasil e participou do Geek City, em Curitiba, reunindo milhares de fãs. Em outubro e novembro, Villagrán apresentou seu show de despedida nos Estados Unidos. No dia 21 de novembro, ele realizou o último show da sua turnê em 2018, no circo dos irmãos Caballero, em Lynwood. Durante sua passagem pelos Estados Unidos, Carlos foi homenageado e recebeu a chave da cidade de Lynwood. O ator também anunciou que lançará em breve um livro contando anedotas de sua carreira. Posteriormente, Carlos disse que não era verdade que ele iria parar já em 2018 e falou que a sua turnê de despedida ainda iria continuar em 2019.
Em janeiro de 2019, dando prosseguimento à turnê, Carlos Villagrán apresentou seu show de despedida em Phoenix, no Arizona. Durante o mês de março, Villagrán apresentou seu show de despedida no circo dos irmãos Caballero, em Las Vegas. Foram os últimos shows da sua turnê de despedida. Com isso, Villagrán se aposentou dos shows. Mas mesmo após se aposentar dos shows como Quico, Carlos continuou participando de eventos com os fãs. Em novembro de 2019, o ator esteve em Santos, no Brasil, participando de mais um evento, o Santos Festival Geek. No evento, relembrou momentos do seriado e recebeu uma mensagem de Pelé. Durante essa vinda ao Brasil, Carlos também visitou a concentração do time do São Paulo e tirou fotos com alguns jogadores, além de ter recebido uma camisa do Santos com o seu nome. Ele também esteve no evento Geek Interior, em Valinhos.
No mesmo ano, Carlos fez uma declaração considerada polêmica. Em uma entrevista para um programa de rádio da Argentina, Villagrán disse que ele acha que o velório de Roberto Bolaños em 2014 foi forjado e que não havia corpo no caixão. Em 2020, deu outra declaração considerada polêmica, ao dizer que a COVID-19 não existe. Carlos também voltou a dizer que Roberto Bolaños teria trabalhado com Pablo Escobar, mas o filho de Pablo, Juan, negou isso.
No final de 2020, o Partido Querétaro Independente (QI) e Carlos Villagrán começaram a negociar a possibilidade de Carlos se registrar no partido e disputar um cargo nas próximas eleições no México. Pouco depois, Carlos aceitou o convite e se registrou no partido. Era esperado que ele se candidatasse ao cargo de prefeito ou de governador de Querétaro, no México, em 2021; e Villagrán chegou a se registrar como pré-candidato aos dois cargos. Porém, posteriormente, o Partido Querétaro Independente (QI) desistiu de lançar Carlos Villagrán como candidato porque o partido preferiu apoiar a candidatura de outro partido em vez de ter uma candidatura própria. Com isso, Villagrán desistiu de começar uma carreira na política.
Em 2022, após três anos, Carlos Villagrán voltou a fazer shows como Kiko e se apresentou em Honduras. Ou seja, mais uma vez, ele abandonou a aposentadoria do personagem. Contudo, nas redes sociais, Villagrán recebeu algumas críticas por continuar fazendo o Kiko mesmo com a idade avançada. No mesmo ano, Carlos Villagrán voltou a fazer uma declaração polêmica sobre a morte de Roberto Bolaños. Villagrán disse que ele acredita que Roberto já havia morrido muito antes e que a viúva do ator, Florinda Meza, teria mandado segurar a notícia e só divulgarem depois para dar tempo de preparar todas as homenagens. Ele também voltou a dizer que acredita que o caixão de Bolaños estava vazio no velório realizado na sede da Televisa.
Em 2023, mais uma vez, Carlos Villagrán anunciou sua turnê de despedida do personagem Kiko pelos Estados Unidos, onde realizou uma série de shows no circo dos irmãos Caballero no primeiro semestre. Esses shows aconteceram em cidades como Phoenix, Los Angeles e Las Vegas. Em junho, Villagrán esteve na Colômbia, onde participou da Comic Con. Entre julho e agosto, Carlos Villagrán também fez uma turnê no Peru, onde apresentou o seu show de despedida do Kiko. No mesmo ano, uma das filhas do ator, Vanessa Villagrán, criou uma conta no OnlyFans. Vanessa Villagrán também revelou sofrer de câncer de mama e passou por cirurgias e uma quimioterapia. Ela conseguiu vencer o câncer e Carlos Villagrán comemorou pela filha. Em outubro de 2023, Carlos Villagrán participou de uma campanha da embaixada dos Estados Unidos no México contra a imigração ilegal. Em um vídeo, Villagrán apareceu vestido de Quico e pediu aos seus compatriotas que não tentem entrar nos Estados Unidos de forma ilegal. A mensagem gerou muitas críticas dos mexicanos nas redes sociais. Muitos deles acusaram Villagrán de ser insensível às crises que levam as pessoas a imigrar para os Estados Unidos. Pouco depois disso, Carlos Villagrán foi diagnosticado com um câncer de próstata e passou por uma cirurgia para curar a doença. A cirurgia foi bem-sucedida, mas o ator num primeiro momento não deu mais informações sobre o tratamento ou sobre o seu estado de saúde. Depois, Carlos Villagrán disse nas redes sociais que está bem.
Em 2024, Carlos Villagrán completou 80 anos e revelou que está negociando com a Netflix da Argentina para produzir uma série sobre a sua vida. Em julho, após cinco anos, Villagrán voltou ao Brasil e participou do evento Imagineland, em João Pessoa. Também concedeu mais uma entrevista no programa The Noite com Danilo Gentili.
Em 2025, voltou a se apresentar como Kiko em um circo no Peru.

## Filmografia

### Televisão
- 1968 - El Club de los Millonarios
- 1968 - El club del Shory
- 1972-1973 - Chespirito
- 1973-1978 - El Chapulín Colorado
- 1973-1978 - El Chavo del Ocho
- 1980 - El Show de Carlos Villagrán
- 1981-1982 - El Niño de Papel
- 1983-1984 - Federrico

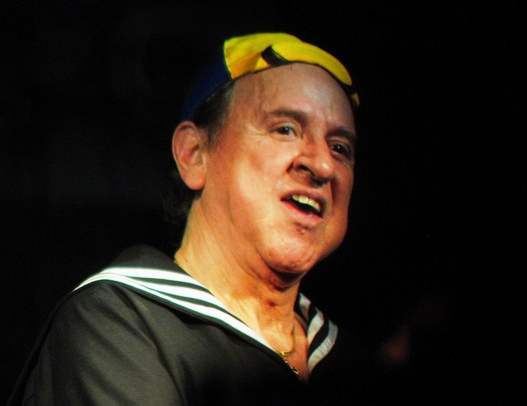
O ator, caracterizado como Quico, em 2010

- 1984-1985 - Las nuevas aventuras de Federrico
- 1985 - El circo de monsieur Cachetón
- 1986 - Kiko Botones
- 1987-1988 - ¡Ah qué Kiko!
- 2004-2005 - La Guerra de los Sexos
- 2012 - Mi sueño es Bailar
- 2014 - Cantar Villancico

### Cinema
- 1975 - El infierno tan temido
- 1978 - La hora del jaguar
- 1979 - El Chanfle
- 2017 - Como se Tornar o Pior Aluno da Escola[105]

## Discografia
- Quico
- Yo Soy Quico
- Quico Y Las Ardillitas
- Fiesta con Kiko
- A Discoteca do Kiko (Lançado em CD no Brasil pela Paradoxx Music)